# Duiquer de Jentink
El duiquer de Jentink (Cephalophus jentinki), també conegut com a gidi-gidi en krio i com a kaikulowulei en mende, és un duiquer que viu als boscos de les parts meridionals de Libèria, el sud-oest de Costa d'Ivori i enclavaments dispersos de Sierra Leone.
Els duiquers de Jentink mesuren uns 80 centímetres d'alçada a l'espatlla i pesen uns 70 quilograms, sent l'espècie més grossa de duiquer. Els duiquers de Jentink són grisos de l'espatlla cap enrere i d'un color negre fosc de l'espatlla cap endavant. Tenen una banda blanca que passa per sobre les espatlles, entre els dos colors i unint la part inferior blanca. Els duiquers de Jentink tenen unes llargues banyes primes, que es cargolen una mica cap enrere als extrems i assoleixen entre 14 i 21 centímetres.
Fou anomenat en honor del zoòleg neerlandès Fredericus Anna Jentink.